# Neoblattella borinquenensis
Neoblattella borinquenensis är en kackerlacksart som beskrevs av Rehn, J. A. G. och Morgan Hebard 1927. Neoblattella borinquenensis ingår i släktet Neoblattella och familjen småkackerlackor.
Artens utbredningsområde är Puerto Rico. Inga underarter finns listade i Catalogue of Life.